# Brunnenklingenbach (Ohrn)
Der Brunnenklingenbach, zumindest auf einem Abschnitt auch Maibach genannt, ist ein etwas über 2 km langer Bach im Mainhardter Wald und im Gebiet der Gemeinde Mainhardt im baden-württembergischem Landkreis Schwäbisch Hall, der nach östlichem Lauf nahe dem Wohnplatz Stelzenhof der Gemeinde von links in die oberste Ohrn mündet.

## Name
Der Bach wird in Beschreibungen von Biotopen zwischen dem Waldrand und der Unterlaufklinge stets als Maibach bezeichnet.

## Geographie

### Verlauf
Der Brunnenklingenbach beginnt seinen Lauf im großen Waldgebiet der Gemeinde östlich des Weilers Lachweiler im Waldgewann Neusee. Dort entstehen auf flacher Waldhochebene auf Höhen zwischen 485 und 483 m ü. NHN drei flache und nur zeitweilig Durchfluss führende Gräben von 0,7–0,4 Kilometer Länge, die an Durchstichen frühere Seedämme queren; amtlich wird der mit nur etwa 0,4 km kürzeste, auf 483 m ü. NHN einsetzende und ostwärts laufende Graben als Hauptoberlauf angesehen, der auf 478 m ü. NHN neben den zuletzt vereinten längeren Gräben aus dem Nordwesten und dem Norden in einen Waldsee einfließt. Dieser See erstreckt sich etwa 0,3 km weit südostwärts und nimmt eine Fläche von 1,7 ha ein.
Nachdem der Bach unter dessen stauendem Damm und neben einer kleinen Waldlichtung den See wieder verlassen hat, wendet er sich langsam ostwärts. Bald lässt er den Wald hinter sich und durchfließt in nunmehr bis zur Mündung dauerhaft ostnordöstlicher Richtung und bald von einer Baumgalerie begleitet das feuchte Wiesengewann Weiler See. Nach diesem durchquert er zumeist offen den kleinen Weiler Maibach von Mainhardt.
Auf der anderen Seite des Orts beginnt die Brunnenklinge, von der er seinen Namen hat, eine der landschaftstypischen steilen, sich schnell einkerbenden und von Wald erfüllten Keuperklingen. In dieser zieht er an den noch kleineren Mainhardter Wohnplätzen Sommerhof links und Stelzenhof rechts über seiner Unterlaufschlucht vorbei. Nach etwa 0,6 km Klingenlaufs fließt er schließlich ca. 0,4 km nordöstlich von Stelzenhof von links und auf 381,9 m ü. NHN in die oberste Ohrn ein, deren Kerbtaleinschnitt dort ebenfalls völlig bewaldet ist.
Der Brunnenklingenbach mündet nach (mit dem offiziellen Quellast zusammen) 2,2 km langem Lauf mit mittlerem Sohlgefälle von etwa 46 ‰ etwa 101 Höhenmeter unterhalb seines Grabenbeginns. Von diesem Höhenunterschied entfällt allenfalls ein Viertel auf den fast drei Viertel der Gesamtlänge umfassenden Hochebenenabschnitt des Bachs.

### Einzugsgebiet
Das Einzugsgebiet des Brunnenklingenbachs ist etwa 1,4 km² groß. Es liegt im Hinteren Mainhardter Wald, einem Teilnaturraum der Schwäbisch-Fränkischen Waldberge, und ist überwiegend von Wald bestanden. Die sehr flache Hochebene, die den größten Teil ausmacht, erreicht Höhen bis knapp unter 490 m ü. NHN. Es liegt insgesamt im Gemeindegebiet von Mainhardt und auf den Teilgemarkungen von Geißelhardt im Westen und Bubenorbis im Osten; die Grenze folgt ungefähr dem Waldrand westlich von Maibach.
Die Besiedlung besteht aus dem Weiler Maibach und den beiden ihm nahen Wohnplätze Sommerhof und Stelzenhof.
Reihum grenzen die Einzugsgebiets der folgenden Nachbargewässer an:
- Im Norden laufen kleinere Bäche durch ihren Klingen ebenfalls von links zum Kocher-Zufluss Ohrn;
- das im Südosten angrenzende Gebiet entwässert über die Sandklinge nunmehr oberhalb zur Ohrn;
- jenseits der Wasserscheide im Süden liegt das Quellgebiet des Rötenbachs, der über die Fichtenberger Rot viel weiter aufwärts den Kocher speist;
- im Südwesten und Westen liegt Einzugsgebiet der obersten Brettach, die weniger als einen halben Kilometer westlich des Brunnenklingenbach-Ursprungs entsteht und tiefer als die Ohrn in den Kocher einfließt;
- im Nordwesten verläuft die Wasserscheide gegen den Benzenbach, den ersten etwas größeren Zufluss der Brettach.

## Geologie
Das gesamte Einzugsgebiet liegt im Mittelkeuper, von dem überwiegend und auf der Hochebene der Stubensandstein (Löwenstein-Formation) ansteht. In der Brunnenklinge durchteuft der Bach dann recht schnell die darunter liegenden Schichten der  Oberen Bunten Mergel (Mainhardt-Formation) und des Kieselsandstein (Hassberge-Formation) und mündet in den Unteren Bunten Mergel (Steigerwald-Formation), kurz bevor die Ohrn den nochmals darunterliegenden Schilfsandstein (Stuttgart-Formation) erreicht.
Vom See im Waldgewann Neusee ab bis zum Beginn der Unterlaufklinge begleitet ein Schwemmlandband den Bachlauf.

## Natur und Schutzgebiete
Im Zulaufbereich des Sees im Wald steht auf verlandeter Fläche ein teils lichtes Erlenwäldchen. Gleich nach dem Waldaustritt durchläuft der Brunnenklingenbach im Gewann Weiler See, wo sich früher offenbar ein See befand, eine krautige Nasswiese; zusammen mit der umgebenden flachen Talmulde bildet sie den größeren eines aus zwei Teilflächen zusammengesetzten flächenhaften Naturdenkmals „Pflanzenstandorte bei Maibach“. Der Bach ist dort selbst höchstens einen halben Meter breit und wird von Nebengerinnen begleitet.
Anschließend steht am Ufer des nur leicht gewundenen Bachs bis zu seiner Unterlaufklinge eine Baumgalerie, in der die Schwarzerlen vorherrschen. Dort fließt der Bach etwa ein Meter breit auf etwa einen Meter eingetiefter und zwei Meter breiter Sohle. Stellenweise ist das Ufer befestigt, anderswo bricht es ab. Das Sediment ist sandig, kiesig, manchmal auch schlammig.
In der Brunnenklinge läuft der Bach dann unter steilen, teils abrutschenden Talflanken ein bis drei Meter breit. Blockschutt liegt oft an den Hängen und Steinblöcke liegen auch im Bach. Anderswo treten an den Hängen in bestimmten Schichtlagen Sickerquellen aus, eine gleich zu Beginn der Klinge, eine andere in der unteren Klinge hat ein Sinterpolster abgelagert. Die feuchte Luft der Klinge begünstigt den Wuchs von Farnen.
Der Brunnenklingenbach mündet zuletzt im Landschaftsschutzgebiet Quellgebiet der Ohrn (mit Tannenklinge, Sandklinge und Mündung des Katzenbachs), das sich entlang der oberen Ohrn erstreckt.
Der weit überwiegende Teil des Einzugsgebiets liegt in einem Wasserschutzgebiet, insgesamt gehört es zum Naturpark Schwäbisch-Fränkischer Wald.

### LUBW
Amtliche Online-Gewässerkarte mit passendem Ausschnitt und den hier benutzten Layern: Lauf und Einzugsgebiet des Brunnenklingenbachs

Allgemeiner Einstieg ohne Voreinstellungen und Layer: Daten- und Kartendienst der Landesanstalt für Umwelt Baden-Württemberg (LUBW) (Hinweise)
1. 1 2  Name Maibach für den Mittellauf vom Waldrand bis zum Weiler Maibach nach dem Layer Geschützte Biotope.
2. 1 2  Höhe nach dem Höhenlinienbild auf dem Hintergrundlayer Topographische Karte.
3. 1 2  Höhe nach grauer Beschriftung auf dem Hintergrundlayer Topographische Karte.
4. ↑  Länge nach dem Layer Gewässernetz (AWGN).
5. ↑  Einzugsgebiet nach dem Layer Basiseinzugsgebiet (AWGN).
6. ↑  Länge abgemessen auf dem Hintergrundlayer Topographische Karte.
7. ↑  Seefläche nach dem Layer Stehende Gewässer.
8. ↑  Schutzgebiete nach den einschlägigen Layern, Natur teilweise nach dem Layer Geschützte Biotope.

### Andere Belege
1. ↑  Alte Seedämme im Wald Neuer See nach den Messtischblättern 6823 Pfedelbach von 1932 und 6923 Sulzbach an der Murr von 1931 in der Deutschen Fotothek.
2. ↑  Wolf-Dieter Sick: Geographische Landesaufnahme: Die naturräumlichen Einheiten auf Blatt 162 Rothenburg o. d. Tauber. Bundesanstalt für Landeskunde, Bad Godesberg 1962. → Online-Karte (PDF; 4,7 MB)
3. ↑  Geologie nach den Layern zu Geologische Karte 1:50.000 auf: Mapserver des Landesamtes für Geologie, Rohstoffe und Bergbau (LGRB) (Hinweise). Ein ähnliches Bild bietet die unter → Literatur aufgeführte geologische Karte.